# مسجد المحكمة (الموصل)
مسجد المحكمة هو من مساجد العراق التاريخية القديمة، وشيد قبل 280 سنة تقريبا في عهد الدولة العثمانية، ويقع المسجد في منطقة باب لكش قرب جامع خزام في الموصل، وما زال المسجد محافظاً على طابعهِ التراثي الأثري، وكان موقعه سابقا يشغله محكمة في عهد الدولة العثمانية وبعد ذلك تحول إلى مدرسة سميت بمدرسة الوطن في عام 1151هـ/1738م. وتبلغ مساحتهُ حوالي 230م2، ويتسع المصلى لحوالي 200 مصل.